# Macapul, Ahome
Macapul är en ort i Mexiko.   Den ligger i kommunen Ahome och delstaten Sinaloa, i den västra delen av landet, 1 300 km nordväst om huvudstaden Mexico City. Macapul ligger 12 meter över havet och antalet invånare är 571.
Terrängen runt Macapul är mycket platt. Runt Macapul är det ganska tätbefolkat, med 83 invånare per kvadratkilometer. Närmaste större samhälle är Los Mochis, 17,1 km sydost om Macapul. Trakten runt Macapul består till största delen av jordbruksmark.